# Nikema Williams

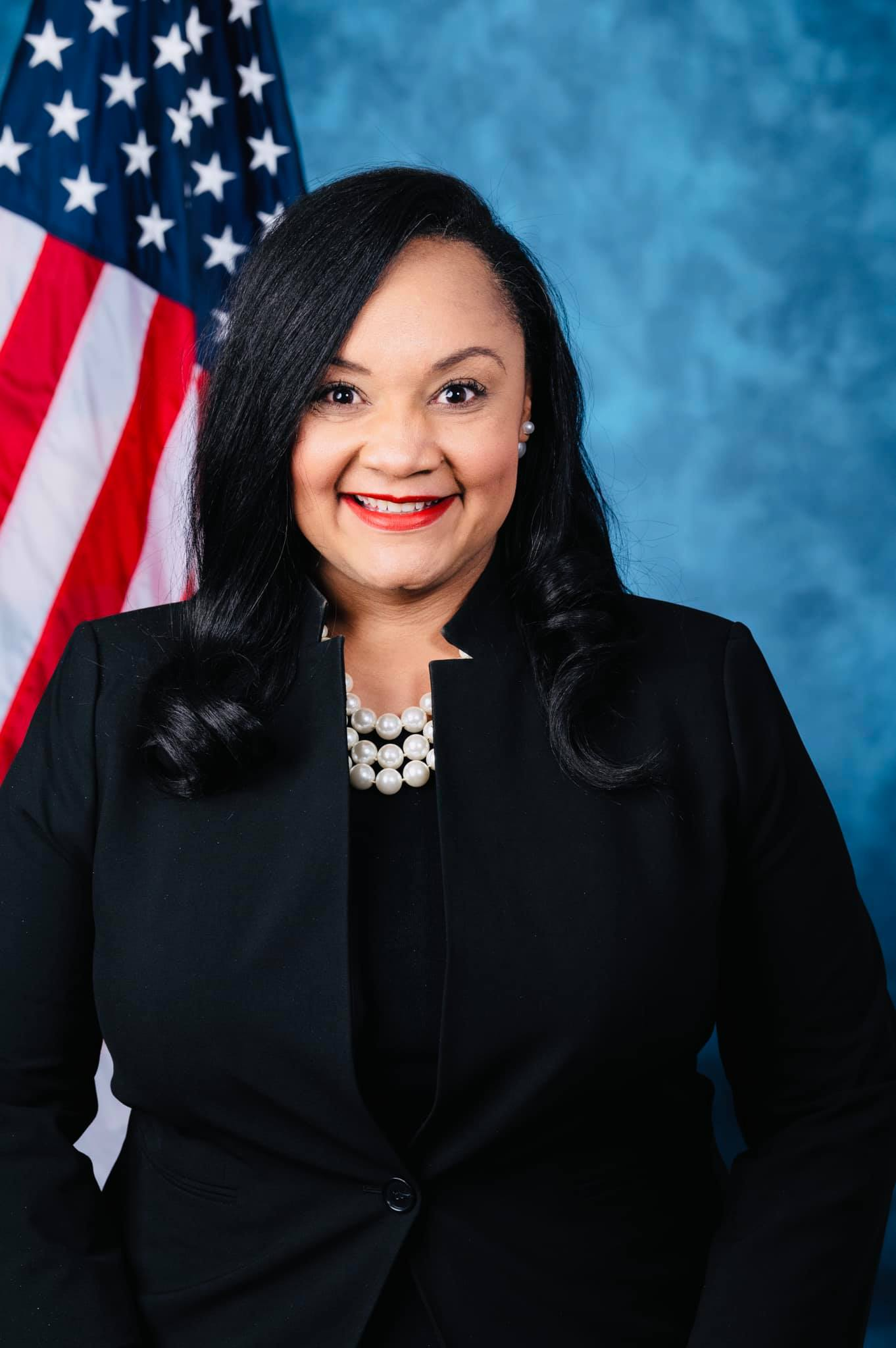
Nikema Williams (2020)

Nikema Natassha Williams (* 30. Juli 1978 in Columbus, Muscogee County, Alabama) ist eine US-amerikanische Politikerin der Demokratischen Partei. Seit Januar 2021 vertritt sie den fünften Distrikt des Bundesstaats Georgia im US-Repräsentantenhaus. Sie ist außerdem Vorsitzende der Demokratischen Partei Georgias und nach der US-Präsidentschaftswahl im Jahr 2020 gehörte Williams als eine von 16 Wahlleuten für Georgia dem Electoral College an.

## Leben
Williams wuchs in Smiths Station, Alabama, auf. Sie ist die Großnichte von Autherine Lucy, die 1956 als erste Afroamerikanerin an der University of Alabama studierte. Williams besuchte bis 1996 die Talladega High School. Anschließend graduierte sie im Jahre 2000 mit einem Bachelor of Arts in Biologie vom Talladega College. 2002 zog sie nach Atlanta, Georgia.
Sie lebt mit ihrem Mann und ihrem Sohn in Atlanta.

## Politische Laufbahn

### Bundesstaat Georgia
Nach ihrem Umzug nach Atlanta wurde Williams Mitglied der Young Democrats of Georgia. Sie war 15 Jahre lang Vizepräsidentin von Planned Parenthood Southeast. 2011 wurde sie zur Ersten Stellvertretenden Vorsitzenden der Democratic Party of Georgia gewählt. Nach Mike Barlons Rücktritt im Jahr 2013 war sie vorläufige Vorsitzende der Partei. Williams unterstützte die Präsidentschaftskandidatur Barack Obamas.
2017 wurde sie zur Senatorin im Senat von Georgia gewählt, nachdem Senator Vincent Fort zurückgetreten war, um für die Bürgermeisterwahl in Atlanta zu kandidieren. Williams war eine der 15 Personen, die im Zusammenhang mit den Protesten gegen Missmanagement bei der Gouverneurswahl in Georgia am 13. November 2018 verhaftet wurden. Die Vorwürfe gegen sie wurden im Juni 2019 fallengelassen.
Im Januar 2019 wurde Williams erneut zur Vorsitzenden der Democratic Party of Georgia gewählt. 2008, 2012 und 2016 war sie jeweils Delegierte auf der Democratic National Convention.

### US-Repräsentantenhaus
Nach dem Tod von John Lewis, der den fünften Kongresswahlbezirk von Georgia im Repräsentantenhaus der Vereinigten Staaten seit 1987 vertreten hatte, entschied sich Williams sich für den Sitz zu bewerben. Sie wurde im Juli 2020 nach einer Onlinekonferenz ihrer Partei zur Kandidatin gewählt. Lewis hatte die demokratische Vorwahl vor seinem Tod noch gewonnen. Dadurch trat sie am 3. November in der Wahl zum Repräsentantenhaus der Vereinigten Staaten 2020 gegen Angela Stanton King von der Republikanischen Partei an. Diese Wahl konnte sie in dem zutiefst demokratisch geprägten Wahlkreis mit 85,1 % sehr deutlich gewinnen. Die restliche Amtszeit von Lewis vertrat hingegen Kwanza Hall, der damit ihr direkter Vorgänger wurde.
Die Primary (Vorwahl) ihrer Partei für die Wahlen 2022 am 24. Mai konnte er mit über 86,8 % klar gewinnen. Sie trat am 8. November 2022 gegen Christian Zimm von der Republikanischen Partei an. Sie konnte die Wahl mit 82,5 % der Stimmen wiederum deutlich für sich entscheiden. Bei der Kongresswahl 2024 musste sich Nikema Williams in der Vorwahl keinen Gegenkandidaten stellen. Die Hauptwahl im November 2024 gegen den Republikaner John Salvesen gewann Williams mit 85,7 % und wird dadurch auch im Repräsentantenhaus des 119. Kongresses bis zum 3. Januar 2027 vertreten sein.

#### Ausschüsse
Williams ist aktuell Mitglied in folgenden Ausschüssen des Repräsentantenhauses:
- Committee on Financial Services
  - Diversity and Inclusion
  - Oversight and Investigations
- Committee on Transportation and Infrastructure
  - Aviation
  - Highways and Transit
- Select Committee on the Modernization of Congress

Außerdem ist sie noch Mitglied im Congressional Black Caucus, der New Democrat Coalition sowie dem Congressional Progressive Caucus und weiteren 13 Caucuses.